# Daia
Daia es una comuna ubicada en el distrito de Giurgiu, Rumania.

## Superficie
Cuenta con una superficie de 63,60 kilómetros cuadrados.

## Demografía
Hasta 2021 la población era de 2361 habitantes, con una densidad de población de 37,12 habitantes por kilómetro cuadrado.